# Seidlwinkltal
Seidlwinkltal är en dal i Österrike.   Den ligger i förbundslandet Salzburg, i den centrala delen av landet, 290 km väster om huvudstaden Wien.
I omgivningarna runt Seidlwinkltal växer i huvudsak blandskog. Runt Seidlwinkltal är det ganska glesbefolkat, med 34 invånare per kvadratkilometer.